# Овчи-Кладенец
Овчи-Кладенец (болг. Овчи кладенец) — село в Болгарии. Находится в Ямболской области, входит в общину Тунджа. Население составляет 524 человека.

## Политическая ситуация
В местном кметстве Овчи-Кладенец, в состав которого входит Овчи-Кладенец, должность кмета (старосты) исполняет Динко Иванов Динев (независимый) по результатам выборов правления кметства.
Кмет (мэр) общины Тунджа — Георги Стоянов Георгиев (коалиция в составе 2 партий: Болгарская социалистическая партия (БСП) и Болгарская социал-демократия (БСД)) по результатам выборов в правление общины.